# Наур (имя)
Наур – абхазское личное имя. В Абхазии между реками Бзып и Псыш есть горный одноимённый перевал связанный с этим именем собственным.

## Другие версии
Есть версия что имя Наур происходит от турецко-иранского имени Навруз, Навруз озночает «в первый день нового года родился» или от имени Азнаур (пятница).

## Известные носители
- Наур Гармелия Аликович – режиссёр.[3]
- Наур Гокинаев – атаман петрозаводских казаков.
- Наур Хибиев Хабалович – депутат парламента КБР.